# Raión de Novi Buh
Raión de Novi Buh (en ucraniano: Новобузький район) es un antiguo raión o distrito de Ucrania en el óblast de Mykolaiv. 
Comprende una superficie de 1243 km².
La capital fue la ciudad de Novi Bug.

## Demografía
Según estimación 2010 contaba con una población total de 33000 habitantes.

## Otros datos
El código KOATUU es 4824500000. El código postal 55600 y el prefijo telefónico +380 5151.